# Leslie Labowitz-Starus
Leslie Labowitz (1946, Uniontown, EUA) és una artista estatunidenca, establerta a Los Angeles
Té obra a museus com el Hammer Museum i ha estat inclosa en exposicions al Museu d'Art Contemporani de Los Angeles, al Museu Getty i al CCCB.

## Performances destacades
El 13 de desembre de 1977, deu dones van alçar la veu contra la discriminació de la dona amb la representació In Mourning and in Rage (En el dol i en la ràbia), a l'escalinata d'accés a la seu de l'Ajuntament de Los Angeles. Aquesta performance pública va ser provocada per un reportatge a Los Angeles Times sobre la desena víctima de l'anomenat Estrangulador de Hillside, un assassí en sèrie que va violar i assassinar diverses dones entre 1977 i 1979. Amb cada nova víctima, l'interès dels mitjans de comunicació pel cas creixia i creixia, i Suzanne Lacy i Leslie Labowitz, indignades per la cobertura sensacionalista i per com s'havia presentat a les víctimes en els mitjans de comunicació, van decidir exterioritzar el dol, la por i la ira que sentien, formulant una crítica feminista als mitjans de comunicació de masses. Hi van col·laborar fins a 70 dones, que es van reunir davant de l'Ajuntament de Los Angeles on van desplegar pancartes que deien: «EN MEMÒRIA DE LES NOSTRES GERMANES, LES DONES ENS DEFENSEM». D'una en una, les assistents s'acostaven al micròfon i proclamaven: «Soc aquí per les deu dones que han estat violades i estrangulades entre el 18 d'octubre i el 29 de novembre!». A continuació, la resta de dones repetien a cor: «En memòria de les nostres germanes, ens defensem!» Amb aquesta acció es demostrava la relació existent entre el que en els mitjans de comunicació havia estat tractat com una sèrie d'assassinats «qualssevol» a Los Angeles amb el problema de més abast de la violència contra les dones arreu del país.